# Diogo Viana
Diogo Filipe Guerreiro Viana (Lagos, 22 febbraio 1990) è un calciatore portoghese, difensore del Trofense.

## Carriera
Cresce calcisticamente nello Sporting Lisbona che lo vende nel 2008 al Porto a 18 anni, nell'ambito dell'operazione che porta Hélder Postiga nel club della capitale lusitana. Nella stagione 2008-09 debutta in Coppa del Portogallo contro il Vitória Setúbal. I dragões lo prestano nel 2010 agli olandesi del VVV-Venlo e poi al Desp. Aves. Nel 2011 si trasferisce a titolo definitivo al Penafiel, in seconda divisione portoghese, dove rimane per due stagioni. Nel 2013 viene ingaggiato dal Gil Vicente e nel 2015 passa ai bulgari del Liteks Loveč. Nell'estate 2016 rimane in Prima divisione bulgara, ma per accasarsi al CSKA Sofia. Con la squadra della capitale mette a segno 5 gol in 18 partite. Nella stagione successiva torna in patria, nelle file del Belenenses. A Lisbona rimane due stagioni, in cui colleziona in totale 58 presenze e timbra una rete. Il 1º luglio 2019 si trasferisce al Braga.

## Palmarès

### Club

#### Competizioni nazionali
- Coppa di Lega portoghese: 1

Braga: 2019-2020